# 25106 Ryoojungmin
25106 Ryoojungmin este un asteroid din centura principală de asteroizi.

## Descriere
25106 Ryoojungmin este un asteroid din centura principală de asteroizi. A fost descoperit pe 14 septembrie 1998 la Socorro, New Mexico, în cadrul proiectului LINEAR. Asteroidul prezintă o orbită caracterizată de o semiaxă mare de 2,83 ua, o excentricitate de 0,04 și o înclinație de 2,0° în raport cu ecliptica.